# Heliamphora tatei
Heliamphora tatei är en flugtrumpetväxtart som beskrevs av Henry Allan Gleason. Heliamphora tatei ingår i släktet Heliamphora och familjen flugtrumpetväxter.

## Underarter
Arten delas in i följande underarter:
- H. t. macdonaldae
- H. t. neblinae

## Bildgalleri

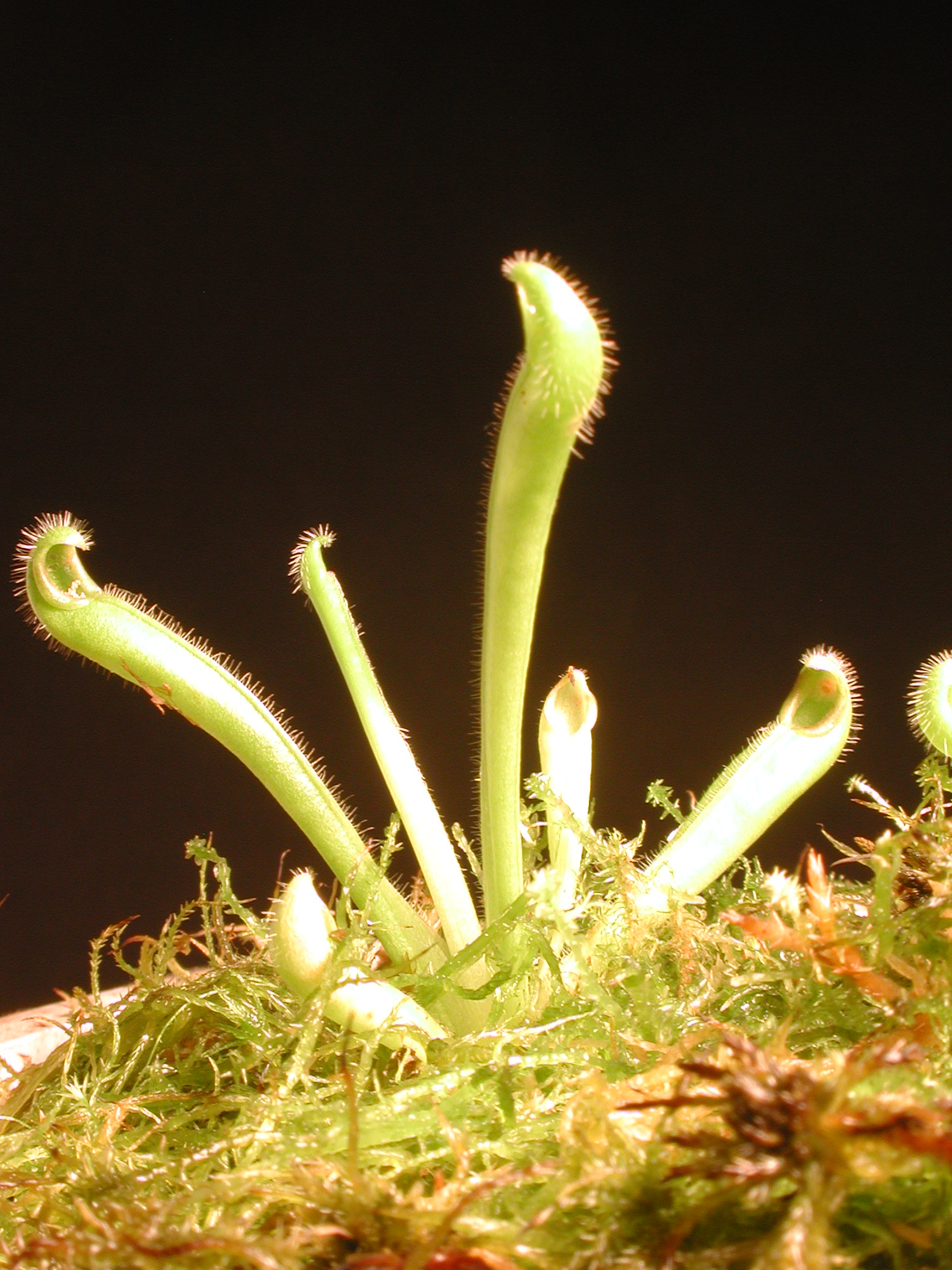
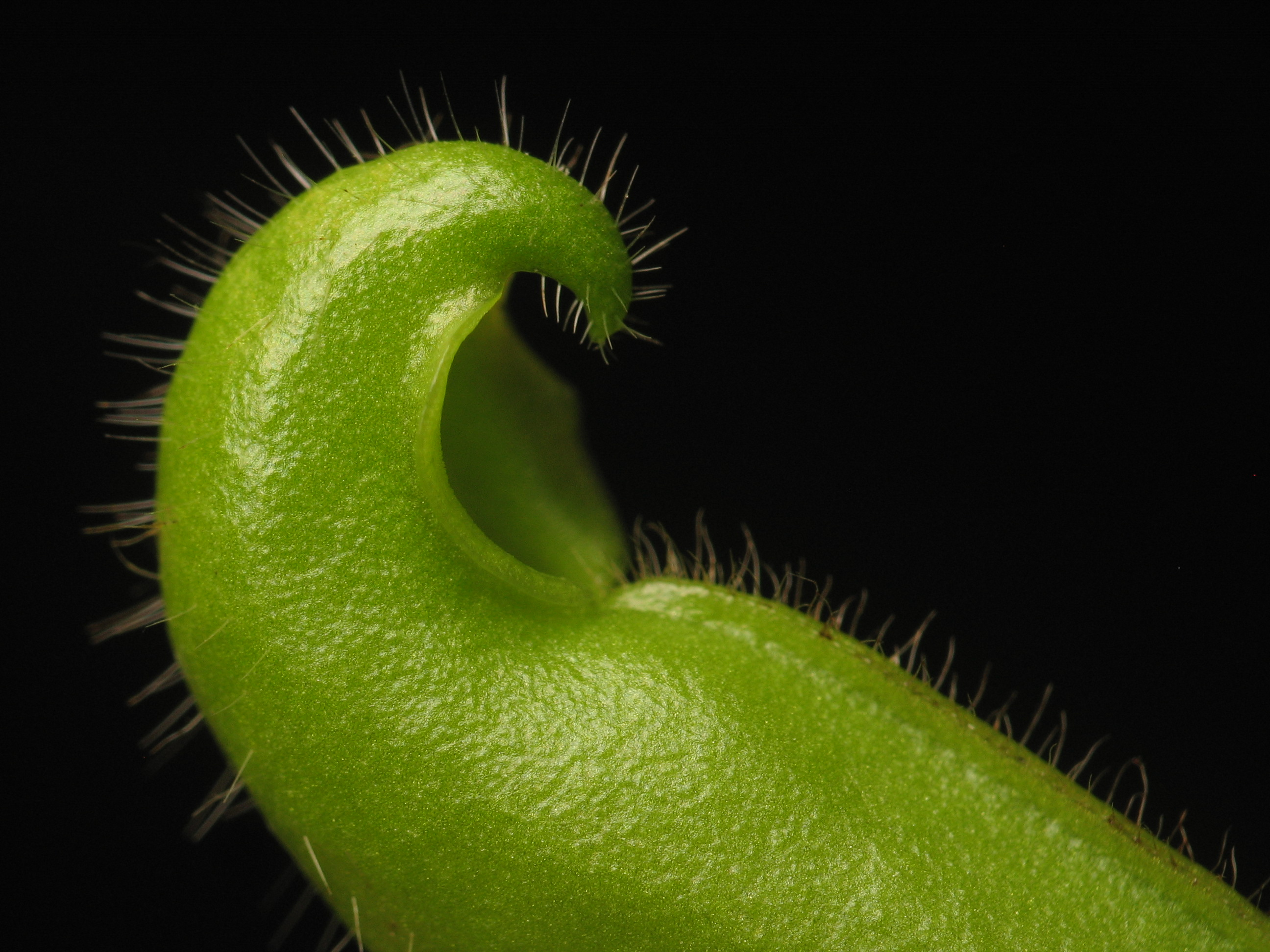
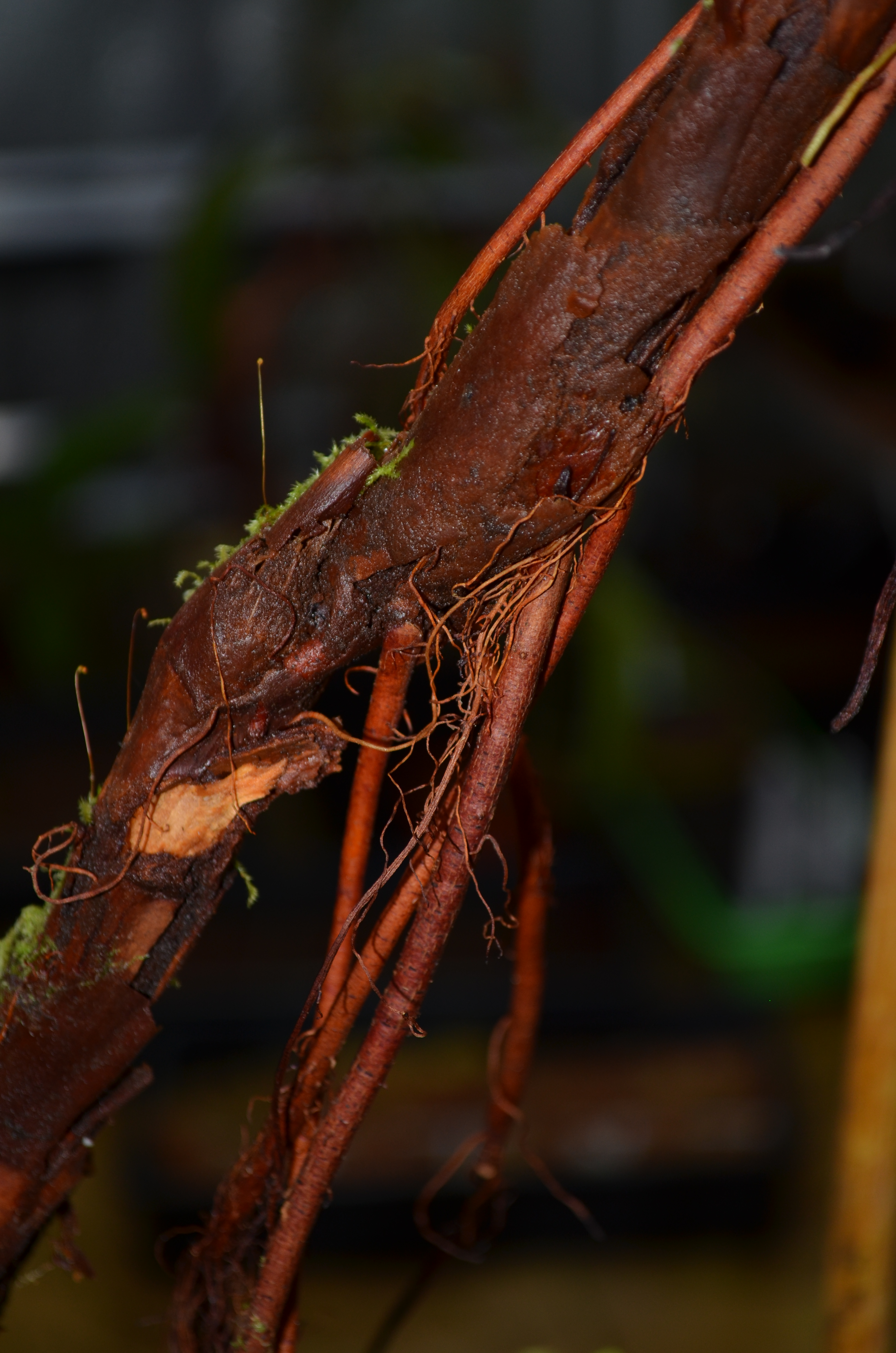
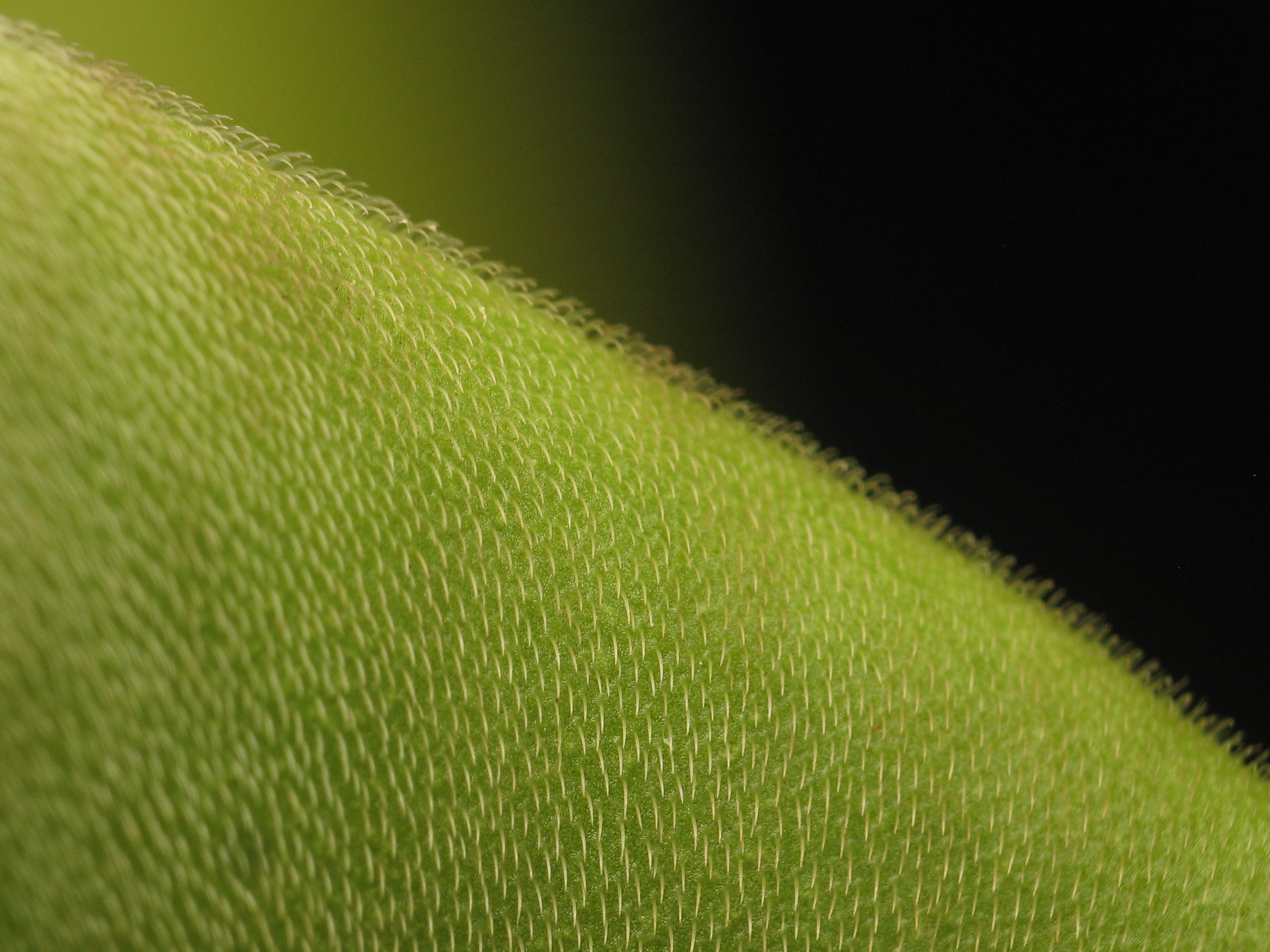